# Concattedrale di Santa Maria di Nazareth
La concattedrale di Santa Maria di Nazareth più comunemente conosciuta col titolo di Chiesa di Nazareth, è una chiesa storicamente importante della città di Barletta per essere stata la cattedrale della arcidiocesi di Nazareth in Barletta precedentemente alla attuale (anche se più antica e grande) cattedrale di Santa Maria Maggiore. È ubicata in via Nazareth e sorge adiacentemente al Palazzo arcivescovile nazareno, con il quale forma un unico grande complesso essendo stato questo l'episcopio degli stessi arcivescovi.
Costruita intorno al 1570 (gli arcivescovi di Nazareth fin dal 1309 avevano stabilito la loro successione e la loro sede a Barletta), fu realizzata in seguito alla distruzione della precedente cattedrale che era sita extra moenia ed è stata cattedrale arcivescovile fino al 1818 (anno in cui fu soppressa l'arcidiocesi di Nazareth).
In seguito ha assunto il titolo di concattedrale e al presente viene appellata col titolo di "chiesa arcivescovile". Il culto è officiato da un canonico che prende il titolo di Abate di Nazareth. La chiesa inoltre è sede della sezione Nazareth-Barletta dell'ordine equestre del S. Sepolcro di Gerusalemme.

## Storia

### La Cattedrale medioevaleextra moenia(fuori le mura)
Fin dal XII secolo il vescovo di Nazareth di Galilea, per i forti legami con Barletta, aveva una chiesa di sua dipendenza a Barletta, nei pressi di porta S. Croce. In seguito alla perdita dei territori crociati, l'arcivescovo di Nazareth di Galilea trovò rifugio a Barletta in questa sua chiesa fuori le mura e ivi stabilì la sua successione, la sua residenza e il suo clero. Questa chiesa divenne perciò la prima cattedrale di S. Maria di Nazareth. Questa chiesa che doveva essere piuttosto grande e ricca, fu distrutta dalla barbarie di Renzo de Ceri che nel 1528 saccheggiò e distrusse i borghi extra moenia (fuori le mura) della città di Barletta.
Di questa antica cattedrale sopravvivono degli importanti basorilievi in pietra (un Gesù in trono e un frammento di Annunciazione) ora visitabili all'interno della attuale Santa Maria di Nazareth.

### La Chiesa rinascimentaleintra moenia(dentro le mura)

#### Cattedrale dell'arcidiocesi di Nazareth (in Barletta)
Nel 1570 circa, l'arcivescovo Bernardino De Figueroa, si decise per la costruzione di una nuova cattedrale dentro le mura sul sito di una chiesa piuttosto piccola intitolata a s. Bartolomeo. La nuova cattedrale, ovvero l'attuale chiesa di Nazareth (diversa dall'attuale Cattedrale di Barletta, che era già esistente ma non era ancora cattedrale) fu costruita di dimensioni modeste, essendo il tessuto delle abitazioni già sviluppato. All'interno fu innalzato un altare maggiore in pregiati marmi alle cui spalle fu costruito il coro del Capitolo Metropolitano Nazareno inoltre fu issato nella chiesa, il trono arcivescovile, segno della potestà dell'arcivescovo di Nazareth sulla chiesa.
l'arcivescovo di Nazareth, pur non essendo formalmente l'arcivescovo della città (Barletta ufficialmente dipendeva dall'arcivescovo di Trani) difatti, quando era presente, si comportava come se lo fosse. Questo creò non pochi attriti sia con l'arcivescovo di Trani e a volte anche col clero della Chiesa madre (la futura cattedrale) di Barletta.

#### Concattedrale dell'arcidiocesi di Barletta

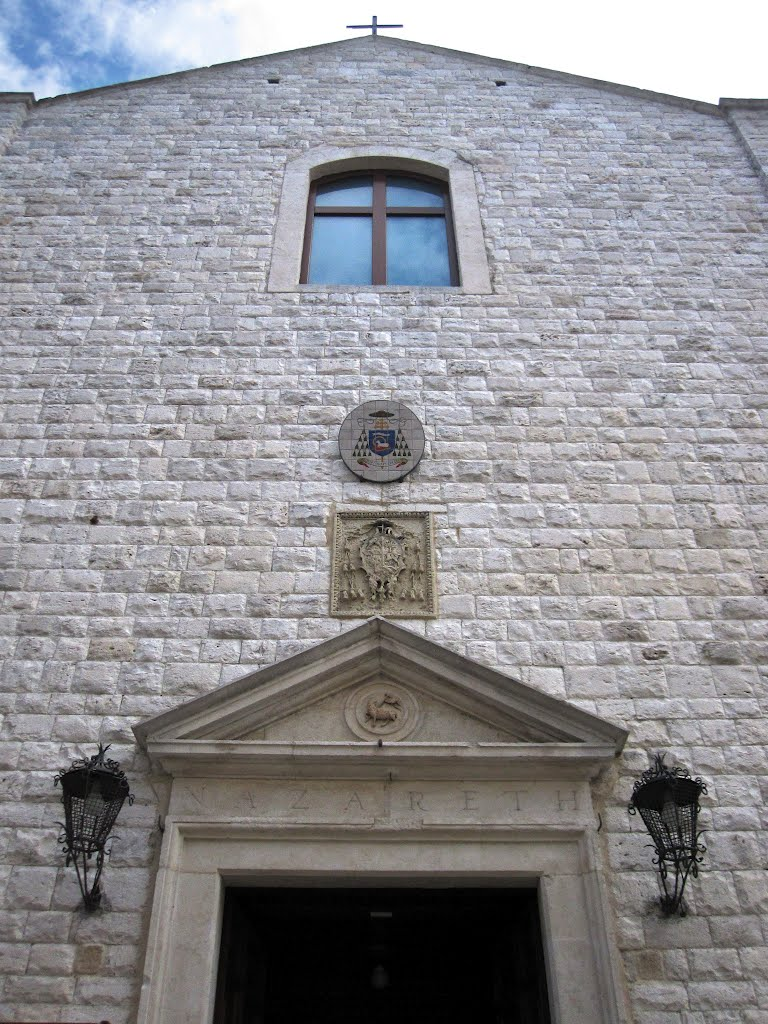
Dettaglio della facciata della Concattedrale di Santa Maria di Nazareth

Nel 1818 fu soppressa l'arcidiocesi di Nazareth in Barletta e così la chiesa cessa la sua vita come cattedrale e assume il titolo onorifico di concattedrale. Nel 1821 anche il "clero Nazareno" (capitolo Metropolitano) viene unito al clero della chiesa madre di Barletta di Santa Maria Maggiore. Nel 1828 il "titolo di Nazareth" viene affidato all'arcivescovo di Trani. Intanto nella chiesa sorge l'"Arciconfraternita dell'Immacolata e s. Luigi" che si prende cura del culto e del decoro della chiesa di s. Maria di Nazareth.
Nel 1860 per riparare alla soppressione del vescovato nazareno, il papa Pio IX con bolla Imperscrutabili Dei, costituisce l'arcidiocesi di Barletta. Questo provvedimento fu motivato anche dalla presenza permanente degli arcivescovi nazareni in Barletta per più di cinque secoli (XIII-XIX secolo) che ancor più manifestavano i legami della città con la Terra Santa. Da questa data la chiesa di Nazareth diviene de facto la concattedrale della nuova arcidiocesi cittadina (si sceglie come cattedrale la più antica e ampia chiesa madre di S. Maria Maggiore). Nella bolla si precisa che il rettore della chiesa di Nazareth, scelto fra i canonici della nuova cattedrale, assume il titolo di "abate di Nazareth" e nella chiesa stessa si erige il trono arcivescovile oltre e come quello eretto nella Cattedrale di Santa Maria Maggiore.
Intorno al 2010 la chiesa è stata interamente sottoposta a ingenti lavori di restauro ed è stata scelta, per un periodo, come sede dell'Ordine Equestre del Santo Sepolcro (sezione Nazareth-Barletta) a motivo dei suoi legami con la Terra Santa e con i vescovi di Nazareth.